# Ana Maria Apachiței
Ana Maria Apachiței (ur. 14 stycznia 1984 w Dorohoi) – rumuńska wioślarka.

## Osiągnięcia
- Mistrzostwa Świata Juniorów – Duisburg 2000 – czwórka podwójna – 2. miejsce[1].
- Mistrzostwa Świata Juniorów – Troki 2001 – ósemka – 1. miejsce[1].
- Mistrzostwa Świata – Mediolan 2003 – czwórka podwójna – 10. miejsce[1].
- Mistrzostwa Świata U-23 – Amsterdam 2005 – dwójka bez sternika – 1. miejsce[1].
- Mistrzostwa Świata – Gifu 2005 – ósemka – 2. miejsce[1].
- Mistrzostwa Świata U-23 – Hazewinkel 2006 – ósemka – 6. miejsce[1].
- Mistrzostwa Świata U-23 – Hazewinkel 2006 – dwójka bez sternika – 1. miejsce[1].
- Mistrzostwa Świata – Eton 2006 – ósemka – 6. miejsce[1].
- Mistrzostwa Świata – Monachium 2007 – ósemka – 2. miejsce[1].
- Mistrzostwa Europy – Poznań 2007 – ósemka – 1. miejsce[1].
- Mistrzostwa Europy – Ateny 2008 – ósemka – 1. miejsce[1].